# Football Club Zbrojovka Brno 2010-2011
Questa voce raccoglie le informazioni riguardanti lo Zbrojovka Brno nelle competizioni ufficiali della stagione 2010-2011.

## Rosa
| N. |                       | Ruolo | Calciatore        |
| -- | --------------------- | ----- | ----------------- |
| 1  | Rep. Ceca (bandiera)  | P     | Martin Lejsal     |
| 2  | Rep. Ceca (bandiera)  | D     | Martin Jilek      |
| 3  | Rep. Ceca (bandiera)  | D     | Petr Čoupek       |
| 5  | Rep. Ceca (bandiera)  | C     | David Cupák       |
| 6  | Rep. Ceca (bandiera)  | C     | Lukáš Křeček      |
| 7  | Rep. Ceca (bandiera)  | C     | Richard Dostálek  |
| 8  | Slovacchia (bandiera) | A     | Andrej Hodek      |
| 9  | Rep. Ceca (bandiera)  | C     | Tomáš Okleštěk    |
| 10 | Rep. Ceca (bandiera)  | C     | Filip Chlup       |
| 11 | Rep. Ceca (bandiera)  | C     | Jan Kalabiška     |
| 12 | Rep. Ceca (bandiera)  | D     | František Dřížďal |
| 13 | Slovacchia (bandiera) | D     | Juraj Križko      |
| 14 | Rep. Ceca (bandiera)  | A     | Michael Rabušic   |
| 15 | Rep. Ceca (bandiera)  | C     | Marek Střeštík    |

| N. |                       | Ruolo | Calciatore        |
| -- | --------------------- | ----- | ----------------- |
| 16 | Rep. Ceca (bandiera)  | C     | Jakub Červinek    |
| 17 | Slovacchia (bandiera) | P     | Martin Poláček    |
| 19 | Rep. Ceca (bandiera)  | C     | Tomáš Michálek    |
| 20 | Rep. Ceca (bandiera)  | P     | Tomáš Bureš       |
| 21 | Rep. Ceca (bandiera)  | C     | Tomáš Polách      |
| 22 | Rep. Ceca (bandiera)  | D     | Jan Trousil       |
| 23 | Rep. Ceca (bandiera)  | A     | Josef Šural       |
| 24 | Serbia (bandiera)     | D     | Zdravko Kovačevič |
| 25 | Rep. Ceca (bandiera)  | D     | Martin Hudec      |
| 26 | Rep. Ceca (bandiera)  | A     | Tomáš Došek       |
| 27 | Rep. Ceca (bandiera)  | C     | Pavel Kadeřábek   |
| 29 | Rep. Ceca (bandiera)  | D     | Josef Dvorník     |
| 30 | Slovacchia (bandiera) | D     | Martin Husár      |
|    | Rep. Ceca (bandiera)  | D     | Josef Hamouz      |